# Keiichi Sanada
Pour les articles homonymes, voir Horiguchi.
Keiichi Sanada est un joueur de shōgi professionnel japonais né le 6 octobre 1972 à Yachiyo.
Classé 8e dan professionnel depuis octobre 2016, il disputa la finale du Ryuo en 1997 et reçut le prix du meilleur nouveau joueur de l'année 1997.

## Biographie et carrière
Keiichi Sanada est né en octobre 1972 à Yachiyo. Il est devenu professionnel en avril 1992 après sa victoire dans le tournoi des 3e dan (1991-1992).
En 1992, il remporte le tournoi de groupe 6 du Ryuo et participe au tournoi des challengers du Ryuo. En 1997, il remporte le tournoi du groupe 4 du Ryuo en battant notamment Goda et Suzuki. Grâce à ce succès, participe pour la deuxième fois au tournoi des challengers du Ryuo (un tournoi à élimination directe).  Il élimine successivement Takashi Abe, Yasuaki Tsukada, Manabu Senzaki pour participer à la finale qui détermine le challengeur pour le titre du Ryuo. Il bat Nobuyuki Yashiki 2 victoires à 1 en finale et se qualifie pour la finale du Ryuo. Il est battu par Koji Tanigawa sur la marque de 0 à 4. À la fin de l'année la fédération japonaise de shogi lui décerne le prix du meilleur nouveau joueur de l'année.
De 1999 à 2003, il est membre du bureau directeur de la fédération japonaise de shogi.
En 2003, il finit quatrième du tournoi de sélection du challenger pour le titre de Oi.
Il a été classé 7e dan à partir de mars 2005 et a le grade de 8e dan professionnel depuis octobre 2016.